# Roburan Dolok
Roburan Dolok is een bestuurslaag in het regentschap Mandailing Natal van de provincie Noord-Sumatra, Indonesië. Roburan Dolok telt 1202 inwoners (volkstelling 2010).